# 石舍村
石舍村是中国浙江省西北部桐庐县富春江镇下辖的一个村。

## 中国传统村落
2013年8月26日，石舍村公布为第二批中国传统村落。